# 500 Miglia di Indianapolis 1955
La 500 Miglia di Indianapolis 1955 fu la terza gara della stagione 1955 del Campionato mondiale di Formula 1, disputata il 30 maggio all'Indianapolis Motor Speedway. La corsa vide la vittoria di Bob Sweikert, seguito da Paul Russo, che condivise l'auto con Tony Bettenhausen, e da Jimmy Davies, tutti su Kurtis Kraft-Offenhauser. 
La manifestazione fu segnata dalla scomparsa di Bill Vukovich, vincitore delle ultime due edizioni, vittima di una collisione tra più vetture al 56º giro. Due settimane prima, durante le prove, era deceduto un altro pilota, Manny Ayulo.

## Risultati

### Qualifiche
| Pos                     | N° | Pilota            | Auto                          | Sponsor/Nome Auto        | Tempo (su 4 giri) |
| ----------------------- | -- | ----------------- | ----------------------------- | ------------------------ | ----------------- |
| 1                       | 23 | Jerry Hoyt        | Stevens-Offenhauser           | Jim Robbins              | 4'17"06           |
| 2                       | 10 | Tony Bettenhausen | Kurtis Kraft 500C-Offenhauser | Chapman                  | 4'17"17           |
| 3                       | 3  | Jack McGrath      | Kurtis Kraft 500C-Offenhauser | Hinkle                   | 4'12"49           |
| 4                       | 14 | Fred Agabashian   | Kurtis Kraft 500D-Offenhauser | Federal Engineering      | 4'13"64           |
| 5                       | 4  | Bill Vukovich     | Kurtis Kraft 500C-Offenhauser | Hopkins                  | 4'15"19           |
| 6                       | 8  | Sam Hanks         | Kurtis Kraft 500C-Offenhauser | Jones & Maley            | 4'16"80           |
| 7                       | 77 | Walt Faulkner     | Kurtis Kraft 500C-Offenhauser | Merz Engineering         | 4'17"58           |
| 8                       | 19 | Andy Linden       | Kurtis Kraft 4000-Offenhauser | Massaglia                | 4'18"81           |
| 9                       | 22 | Cal Niday         | Kurtis Kraft 500B-Offenhauser | D-A Lubricant            | 4'16"59           |
| 10                      | 15 | Jimmy Davies      | Kurtis Kraft 500B-Offenhauser | Bardahl                  | 4'16"64           |
| 11                      | 1  | Jimmy Bryan       | Kuzma-Offenhauser             | Dean Van Lines           | 4'16"85           |
| 12                      | 89 | Pat Flaherty      | Kurtis Kraft 500B-Offenhauser | Dunn Engineering         | 4'16"87           |
| 13                      | 37 | Eddie Russo       | Pawl-Offenhauser              | Dr. Sabourin             | 4'16"93           |
| 14                      | 6  | Bob Sweikert      | Kurtis Kraft 500D-Offenhauser | John Zink                | 4'17"15           |
| 15                      | 5  | Jimmy Reece       | Pankratz-Offenhauser          | Malloy                   | 4'17"16           |
| 16                      | 71 | Al Herman         | Silnes-Offenhauser            | Martin Brothers          | 4'17"49           |
| 17                      | 48 | Jimmy Daywalt     | Kurtis Kraft-Offenhauser      | Sumar                    | 4'18"22           |
| 18                      | 98 | Duane Carter      | Kuzma-Offenhauser             | Agajanian                | 4'18"38           |
| 19                      | 29 | Pat O'Connor      | Kurtis Kraft 500D-Offenhauser | Ansted Rotary            | 4'18"63           |
| 20                      | 33 | Jim Rathmann      | Epperly-Offenhauser           | Belond Miracle Power     | 4'19"54           |
| 21                      | 12 | Don Freeland      | Phillips-Offenhauser          | Bob Estes                | 4'17"39           |
| 22                      | 42 | Al Keller         | Kurtis Kraft 2000-Offenhauser | Sam Traylor              | 4'17"97           |
| 23                      | 49 | Ray Crawford      | Kurtis Kraft 500B-Offenhauser | Crawford                 | 4'18"61           |
| 24                      | 99 | Art Cross         | Kurtis Kraft 500D-Offenhauser | Belanger Motors          | 4'19"46           |
| 25                      | 41 | Chuck Weyant      | Kurtis Kraft 3000-Offenhauser | Federal Engineering      | 4'20"75           |
| 26                      | 39 | Johnny Boyd       | Kurtis Kraft 500C-Offenhauser | Sumar                    | 4'22"81           |
| 27                      | 16 | Johnnie Parsons   | Kurtis Kraft 500D-Offenhauser | Trio Brass Foundry       | 4'23"14           |
| 28                      | 31 | Keith Andrews     | Schroeder-Offenhauser         | McDaniel                 | 4'24"61           |
| 29                      | 68 | Ed Elisian        | Kurtis Kraft 4000-Offenhauser | Westwood Gauge & Tool    | 4'26"01           |
| 30                      | 27 | Rodger Ward       | Kuzma-Offenhauser             | Aristo Blue              | 4'26"57           |
| 31                      | 81 | Shorty Templeman  | Trevis-Offenhauser            | Central Excavating       | 4'26"64           |
| 32                      | 83 | Eddie Johnson     | Trevis-Offenhauser            | McNamara                 | 4'27"76           |
| 33                      | 44 | Johnny Thomson    | Kuzma-Offenhauser             | Schmidt                  | 4'28"43           |
| Vetture non qualificate |    |                   |                               |                          |                   |
| NQ                      | 24 | Len Duncan        | Kurtis Kraft 4000-Offenhauser | Ray Brady                |                   |
| NQ                      | 69 | Ernie McCoy       | Templeton-Offenhauser         | LaVilla                  |                   |
| NQ                      | 76 | Johnny Kay        | Silnes-Sherman-Offenhauser    | Leitenberger             |                   |
| NQ                      | 61 | Russ Klar         | Schroeder-Offenhauser         | Ray Brady                |                   |
| NQ                      | 7  | Bob Christie      | Kuzma-Dodge                   | Dean Van Lines           | Incidente         |
| NQ                      | 9  | Spider Webb       | Kurtis Kraft 500C-Offenhauser | Ed Walsh                 |                   |
| NQ                      | 9  | Johnnie Parsons   | Kurtis Kraft 500C-Offenhauser | Ed Walsh                 |                   |
| NQ                      | 18 | Troy Ruttman      | Kurtis Kraft-Novi             | Novi Air Conditioner     |                   |
| NQ                      | 21 | Paul Russo        | Kurtis Kraft 500A-Offenhauser | Wolcott                  | Incidente         |
| NQ                      | 25 | Ed Elisian        | Kurtis Kraft 4000-Offenhauser | Lutes Truck Parts        |                   |
| NQ                      | 28 | Gene Hartley      | Ewing-Offenhauser             | Commercial Motor Freight |                   |
| NQ                      | 32 | Jiggs Peters      | Scopa-Offenhauser             | Glessner                 |                   |
| NQ                      | 36 | Tony Bonadies     | Kurtis Kraft 3000-Offenhauser | Donaldson                |                   |
| NQ                      | 64 | Leroy Warriner    | Kurtis Kraft 500A-Offenhauser | Ansted Rotary            |                   |
| NQ                      | 72 | Bill Homeier      | Kurtis Kraft 500B-Offenhauser | Travelon Trailer         |                   |
| NQ                      | 73 | Len Duncan        | Kurtis Kraft 500C-Offenhauser | McNamara                 | Incidente         |
| NQ                      | 74 | Elmer George      | Schroeder-Offenhauser         | Walmotor                 | Incidente         |
| NQ                      | 78 | George Tichenor   | Lesovsky-Offenhauser          | Hopkins                  |                   |
| NQ                      | 88 | Manny Ayulo       | Kurtis Kraft 500C-Offenhauser | Schmidt                  | Incidente         |
| NQ                      | 93 | Danny Kladis      | Kurtis Kraft 3000-Offenhauser | Roy McKay                |                   |

### Gara
| Pos | N° | Pilota                       | Auto                     | Giri | Tempo/Causa ritiro | Griglia | Punti |
| --- | -- | ---------------------------- | ------------------------ | ---- | ------------------ | ------- | ----- |
| 1   | 6  | Bob Sweikert                 | Kurtis Kraft-Offenhauser | 200  | 3h 53'59"53        | 14      | 8     |
| 2   | 10 | Tony Bettenhausen Paul Russo | Kurtis Kraft-Offenhauser | 200  | +2'43"56           | 2       | 3     |
| 3   | 15 | Jimmy Davies                 | Kurtis Kraft-Offenhauser | 200  | +3'32"36           | 10      | 4     |
| 4   | 44 | Johnny Thomson               | Kuzma-Offenhauser        | 200  | +3'38"91           | 33      | 3     |
| 5   | 77 | Walt Faulkner Bill Homeier   | Kurtis Kraft-Offenhauser | 200  | +5'17"17           | 7       | 1     |
| 6   | 19 | Andy Linden                  | Kurtis Kraft-Offenhauser | 200  | +5'57"94           | 8       |       |
| 7   | 71 | Al Herman                    | Kurtis Kraft-Offenhauser | 200  | +6'24"24           | 16      |       |
| 8   | 29 | Pat O'Connor                 | Kurtis Kraft-Offenhauser | 200  | +6'41"60           | 19      |       |
| 9   | 48 | Jimmy Daywalt                | Kurtis Kraft-Offenhauser | 200  | +7'09"81           | 17      |       |
| 10  | 89 | Pat Flaherty                 | Kurtis Kraft-Offenhauser | 200  | +7'46"54           | 12      |       |
| 11  | 98 | Duane Carter                 | Kuzma-Offenhauser        | 197  | +3 giri            | 18      |       |
| 12  | 41 | Chuck Weyant                 | Kurtis Kraft-Offenhauser | 196  | +4 giri            | 25      |       |
| 13  | 83 | Eddie Johnson                | Trevis-Offenhauser       | 197  | +4 giri            | 32      |       |
| 14  | 33 | Jim Rathmann                 | Epperly-Offenhauser      | 191  | +9 giri            | 20      |       |
| 15  | 12 | Don Freeland                 | Phillips-Offenhauser     | 178  | Trasmissione       | 21      |       |
| 16  | 22 | Cal Niday                    | Kurtis Kraft-Offenhauser | 170  | Incidente          | 9       |       |
| 17  | 99 | Art Cross                    | Kurtis Kraft-Offenhauser | 168  | Motore             | 24      |       |
| 18  | 81 | Shorty Templeman             | Trevis-Offenhauser       | 142  | Trasmissione       | 31      |       |
| 19  | 8  | Sam Hanks                    | Kurtis Kraft-Offenhauser | 134  | Trasmissione       | 6       |       |
| 20  | 31 | Keith Andrews                | Schroeder-Offenhauser    | 120  | Pompa carburante   | 28      |       |
| 21  | 16 | Johnnie Parsons              | Kurtis Kraft-Offenhauser | 119  | Magneto            | 27      |       |
| 22  | 37 | Eddie Russo                  | Pawl-Offenhauser         | 112  | Accensione         | 13      |       |
| 23  | 49 | Ray Crawford                 | Kurtis Kraft-Offenhauser | 111  | Motore             | 23      |       |
| 24  | 1  | Jimmy Bryan                  | Kuzma-Offenhauser        | 90   | Pompa benzina      | 11      |       |
| 25  | 4  | Bill Vukovich                | Kurtis Kraft-Offenhauser | 56   | Incidente mortale  | 5       | 1     |
| 26  | 3  | Jack McGrath                 | Kurtis Kraft-Offenhauser | 54   | Magneto            | 3       |       |
| 27  | 42 | Al Keller                    | Kurtis Kraft-Offenhauser | 54   | Incidente          | 22      |       |
| 28  | 27 | Rodger Ward                  | Kuzma-Offenhauser        | 53   | Incidente          | 30      |       |
| 29  | 39 | Johnny Boyd                  | Kurts Kraft-Offenhauser  | 53   | Incidente          | 26      |       |
| 30  | 68 | Ed Elisian                   | Kurts Kraft-Offenhauser  | 53   | Ritiro             | 29      |       |
| 31  | 23 | Jerry Hoyt                   | Stevens-Offenhauser      | 40   | Perdita olio       | 1       |       |
| 32  | 14 | Fred Agabashian              | Kurtis Kraft-Offenhauser | 39   | Uscita di pista    | 4       |       |
| 33  | 5  | Jimmy Reece                  | Pankratz-Offenhauser     | 10   | Motore             | 15      |       |